# 阿久比町立阿久比スポーツ村野球場
阿久比町立阿久比スポーツ村野球場（あぐいちょうりつ・あぐいスポーツむら・やきゅうじょう）は、愛知県知多郡阿久比町の町立阿久比スポーツ村内にある野球場。メインスタンド正面の銘板には、単に阿久比球場と表記されている。阿久比町が運営管理を行っている。

## 歴史
1987年、名古屋鉄道が沿線開発の一環として整備を進めていた「阿久比スポーツ村」内に開場。当時の名称は名鉄阿久比グラウンド（めいてつ・あぐいグラウンド）。プロ野球・中日ドラゴンズのファーム（二軍）が本拠地としウエスタン・リーグ公式戦などを開催。1997年のナゴヤドーム完成を機にナゴヤ球場を二軍本拠地としてからも、準本拠地的な位置づけで使用していた。
しかし名鉄が慢性的な業績不振となったのに伴い、事業縮小策の一環として1999年5月を以って阿久比グラウンドをはじめとするスポーツ村の施設群を閉鎖。スポーツ村はその後佐川急便に譲渡され、野球場は佐川急便阿久比グラウンド（さがわきゅうびん - ）と改称。名古屋市近郊の社員向けの福利施設として使用されていたが、最終的には町が引き受けることとなり、2003年4月1日付で町に移管した。現在は高校野球などアマチュア野球公式戦も行われている。2008年秋にはドラゴンズ投手陣が秋季キャンプをここで行っている。2012年秋には(強化指定)に選ばれた若手投手陣10名（伊藤準規・辻孟彦・矢地健人・髙橋聡文・岩田慎司・小熊凌祐・岡田俊哉・大野雄大・田島慎二・武藤祐太）が秋季キャンプをここで行った。2013年・2014年も同様に若手投手陣による秋季キャンプが行われたが、2015年からは岐阜市の長良川球場に移転している。

## 施設概要
- 両翼：98m、中堅：122m
- 内野：クレー舗装、外野：天然芝
- 照明設備：なし
- スコアボード：パネル式
- 収容人員：6,000人（内野：座席2,000人、外野：芝生4,000人）

## スポーツ村内その他の施設
- 陸上競技場
- 室内練習場
- スポーツ医・科学研究所

## 交通
以前は名鉄河和線・阿久比駅から知多バスの路線バスが運行されていたが2006年6月いっぱいで廃止され、現在は無料のコミュニティバス「アグピー号」が1日往復6便停車している。
- 阿久比駅からバス7分
- 坂部駅から徒歩約25分